# Sonate pour flûte (BWV 1032)

La Sonate en la majeur pour flûte traversière et clavecin de J. S. Bach (BWV 1032) comprend trois mouvements :
- Vivace
- Largo e dolce
- Allegro